# 34. ceremonia wręczenia nagród David di Donatello
34. ceremonia wręczenia włoskich nagród filmowych David di Donatello odbyła się 3 czerwca 1989 roku w Teatro delle Vittorie w Rzymie.

## Laureaci i nominowani
Laureaci nagród wyróżnieni są wytłuszczeniem.

### Najlepszy film
- Legenda o świętym pijaku (tytuł oryg. La leggenda del santo bevitore, reż. Ermanno Olmi)
- Franciszek (tytuł oryg. Francesco, reż. Liliana Cavani)
- Cinema Paradiso (tytuł oryg. Nuovo Cinema Paradiso, reż. Giuseppe Tornatore)

### Najlepszy debiutujący reżyser
- Francesca Archibugi - Mignon wyjechała (tytuł oryg. Mignon è partita)
- Massimo Guglielmi - Rebus
- Sergio Staino - Cavalli si nasce

### Najlepszy reżyser
- Ermanno Olmi - Legenda o świętym pijaku (tytuł oryg. La leggenda del santo bevitore)
- Marco Risi - Na zawsze Mary (tytuł oryg. Mery per sempre)
- Giuseppe Tornatore - Cinema Paradiso (tytuł oryg. Nuovo Cinema Paradiso)

### Najlepszy reżyser zagraniczny
- Pedro Almodóvar - Kobiety na skraju załamania nerwowego (tytuł oryg. Mujeres al borde de un ataque de nervios)

### Najlepszy scenariusz
- Francesca Archibugi, Gloria Malatesta i Claudia Sbarigia - Mignon wyjechała (tytuł oryg. Mignon è partita)
- Leo Benvenuti, Piero De Bernardi i Carlo Verdone - Compagni di scuola
- Ermanno Olmi i Tullio Kezich - Legenda o świętym pijaku (tytuł oryg. La leggenda del santo bevitore)

### Najlepszy scenariusz zagraniczny
- John Cleese - Rybka zwana Wandą (tytuł oryg. A Fish Called Wanda)

### Najlepszy producent
- Filiberto Bandini - Drogi towarzyszu Gorbaczow (tytuł oryg. Caro Gorbaciov)
- Claudio Bonivento - Na zawsze Mary (tytuł oryg. Mery per sempre)
- Franco Cristaldi - Cinema Paradiso (tytuł oryg. Nuovo Cinema Paradiso)

### Najlepsza aktorka
- Stefania Sandrelli - Mignon wyjechała (tytuł oryg. Mignon è partita)
- Ornella Muti - Kodeks prywatny (tytuł oryg. Codice privato)
- Marina Vlady - Splendor (tytuł oryg. Splendor)

### Najlepszy aktor
- Roberto Benigni - Il piccolo diavolo
- Giancarlo Giannini - Król Neapolu (tytuł oryg. 'o Re)
- Carlo Verdone - Compagni di scuola

### Najlepsza aktorka drugoplanowa
- Athina Cenci - Compagni di scuola
- Pupella Maggio - Cinema Paradiso (tytuł oryg. Nuovo Cinema Paradiso)
- Pamela Villoresi - Splendor (tytuł oryg. Splendor)

### Najlepszy aktor drugoplanowy
- Carlo Croccolo - Król Neapolu (tytuł oryg. 'o Re )
- Massimo Dapporto - Mignon wyjechała (tytuł oryg. Mignon è partita )
- Paolo Panelli - Splendor (tytuł oryg. Splendor)

### Najlepszy aktor zagraniczny
- Dustin Hoffman - Rain Man

### Najlepsza aktorka zagraniczna
- Jodie Foster - Oskarżeni (tytuł oryg. The Accused)

### Najlepsze zdjęcia
- Dante Spinotti - Legenda o świętym pijaku (tytuł oryg. La leggenda del santo bevitore)
- Giuseppe Lanci - Franciszek (tytuł oryg. Francesco)
- Luciano Tovoli - Splendor (tytuł oryg. Splendor)

### Najlepsza muzyka
- Ennio Morricone - Cinema Paradiso (tytuł oryg. Nuovo Cinema Paradiso)
- Nicola Piovani - Król Neapolu (tytuł oryg. 'o Re)
- Armando Trovajoli - Splendor (tytuł oryg. Splendor)

### Najlepsza piosenka
- Felicità autorstwa Lucio Dalla i Mauro Malavasi z filmu Il frullo del passero
- 'o Re autorstwa Mauro Pagani, Nicola Piovani i Luigi Magni z filmu Król Neapolu (tytuł oryg. 'o Re)

### Najlepsza scenografia
- Danilo Donati - Franciszek (tytuł oryg. Francesco)

### Najlepsze kostiumy
- Lucia Mirisola - Król Neapolu (tytuł oryg. 'o Re)
- Danilo Donati - Franciszek (tytuł oryg. Francesco)
- Gabriella Pescucci - Splendor (tytuł oryg. Splendor)

### Najlepszy montaż
- Ermanno Olmi - Legenda o świętym pijaku (tytuł oryg. La leggenda del santo bevitore)
- Gabriella Cristiani - Franciszek (tytuł oryg. Francesco)

### Najlepszy dźwięk
- Candido Raini - Mignon wyjechała (tytuł oryg. Mignon è partita)
- Tommaso Quattrini - Na zawsze Mary (tytuł oryg. Mery per sempre)

### Najlepszy film zagraniczny
- Rain Man (reż. Barry Levinson)

### Nagroda David Luchino Visconti
- Paolo Taviani i Vittorio Taviani

### Nagroda Premio Alitalia
- Monica Vitti

### Nagroda Premio Sèleco
- Vito Zagarrio